# 大學站 (阿肯色州)
大學站（英語：College Station）是位於美國阿肯色州普拉斯基縣的一個人口普查指定地區。

## 地理
大學站的座標為34°42′30″N 92°13′43″W / 34.70833°N 92.22861°W，而該地最高點為海拔高度97米（即318英尺）。

## 人口
根據2020年美國人口普查的數據，大學站的面積為2.86平方千米，當中陸地面積為2.83平方千米，而水域面積為0.03平方千米。當地共有人口469人，而人口密度為每平方千米163人。